# 前770年代
周平王元年

## 重要事件及趋势
- 周平王联合部分诸侯国和犬戎攻破首都后，周朝的国势一落千丈。多数诸侯都不再听从天子，春秋时期开始。
- 前776年：希臘雅典举行第一次古代奧林匹克運動會。
- 前776年：秦国公子世父与西戎战于犬丘被俘。
- 前771年：犬戎攻破鎬京，杀死周幽王与太子伯服，褒姒被犬戎掳走，西周滅亡。
- 前770年：周平王迁都雒邑，建立东周，秦襄公護送周平王東遷有功，被封為諸侯，秦始建國。

## 重要人物
- 周幽王
- 褒姒
- 周平王
- 鄭桓公
- 秦襄公

## 逝世
- 前771年：周幽王、伯服